# Mogoplistidae
Mogoplistidae är en familj av insekter. Mogoplistidae ingår i överfamiljen Grylloidea, ordningen hopprätvingar, klassen egentliga insekter, fylumet leddjur och riket djur. Enligt Catalogue of Life omfattar familjen Mogoplistidae 362 arter. 

## Bildgalleri

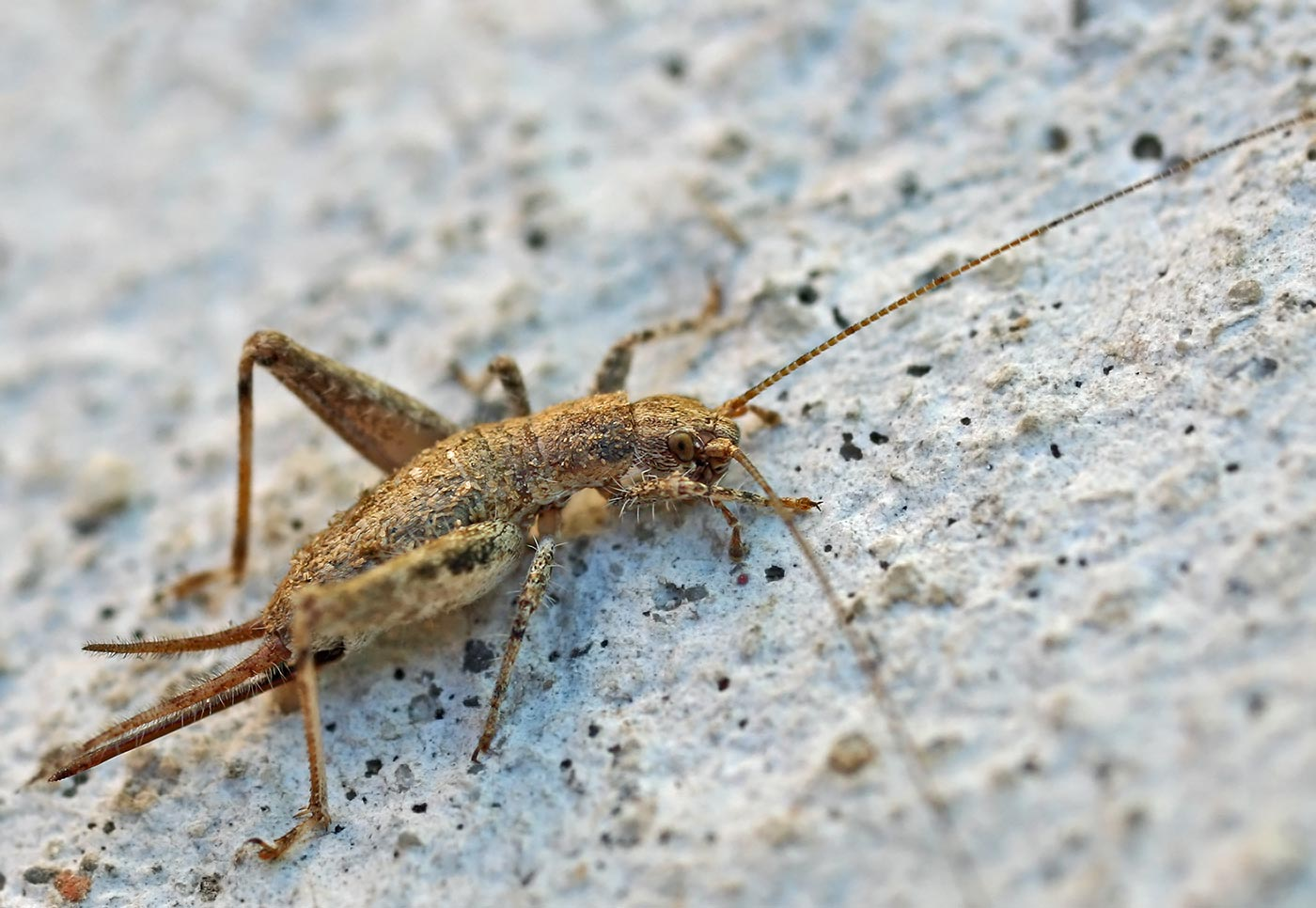
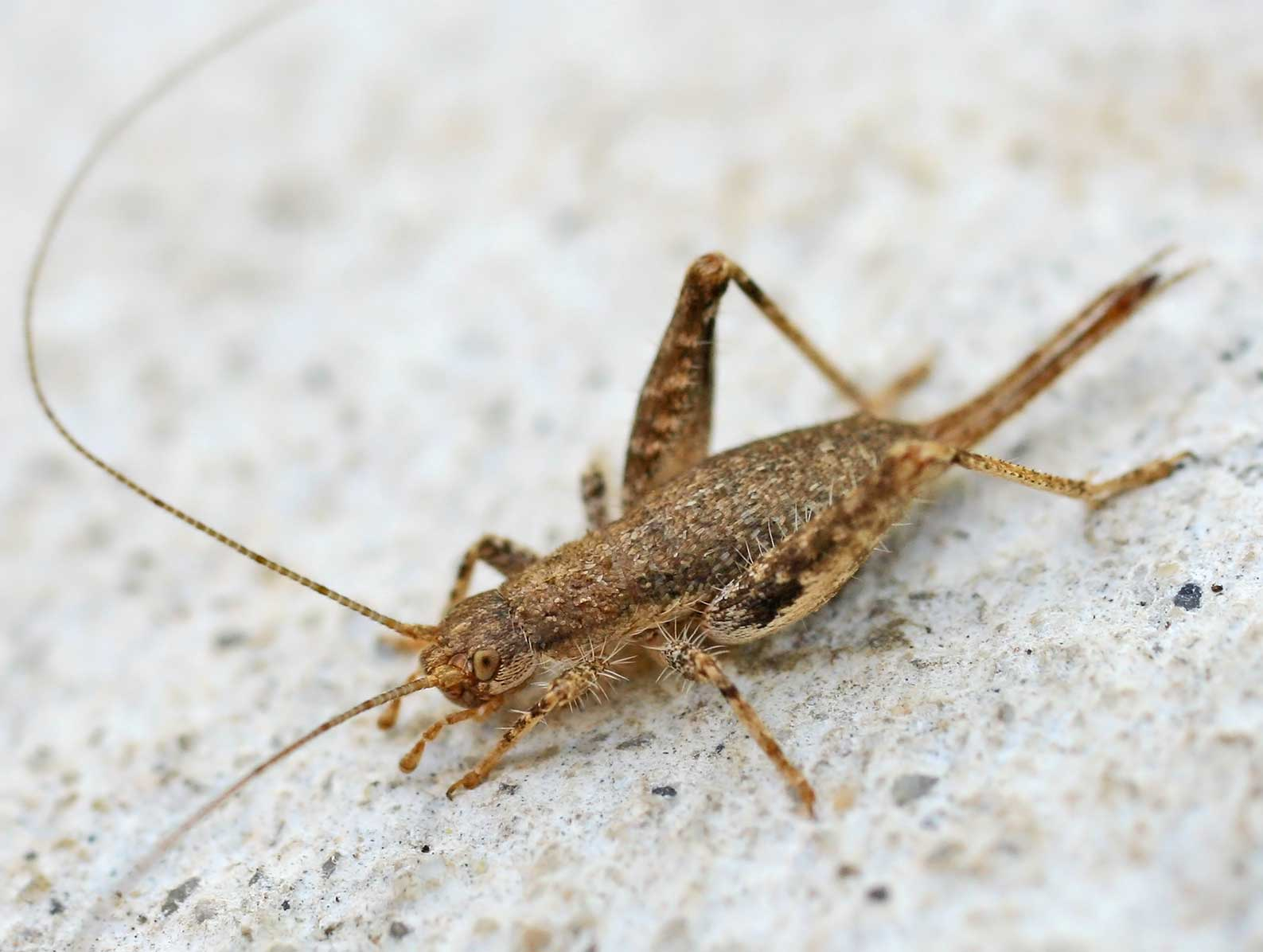
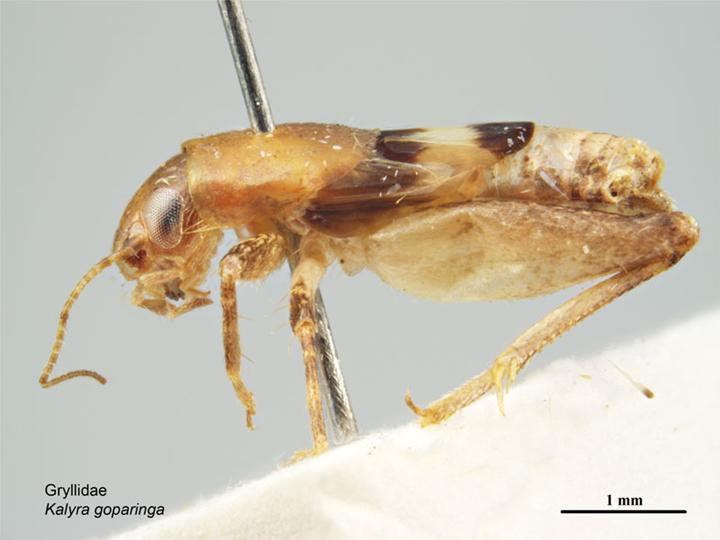
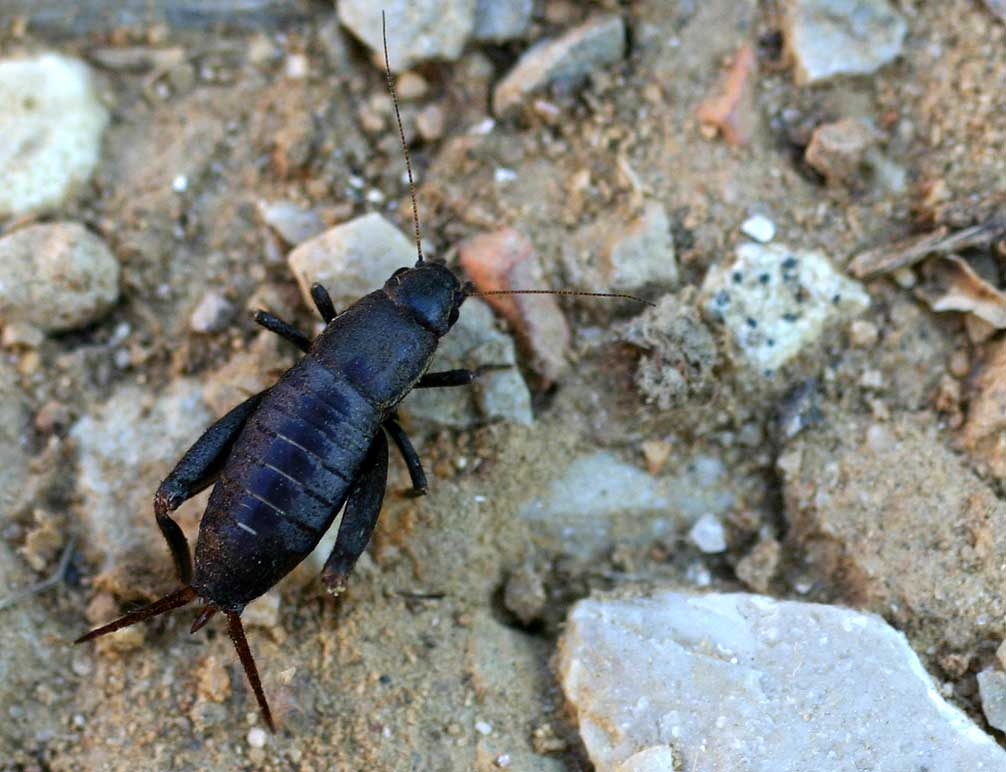

## Dottertaxa till Mogoplistidae, i alfabetisk ordning[1]
- Apterornebius
- Arachnocephalus
- Biama
- Collendina
- Cycloptiloides
- Cycloptilum
- Derectaotus
- Discophallus
- Ectatoderus
- Eucycloptilum
- Gotvendia
- Hoplosphyrum
- Kalyra
- Kiah
- Malgasia
- Marinna
- Microgryllus
- Micrornebius
- Mogoplistes
- Musgravia
- Oligacanthopus
- Ornebius
- Pachyornebius
- Paramogoplistes
- Pongah
- Pseudomogoplistes
- Talia
- Terraplistes
- Tubarama
- Yarabina